# Turistická značená trasa 1859
 Turistická značená trasa 1859 je 3,5 kilometrů dlouhá modře značená turistická trasa Klubu českých turistů v okrese Hradec Králové spojující Hradec Králové s Vysokou nad Labem. Převažující směr trasy je jižní a posléze jihozápadní..

## Průběh trasy
Turistická trasa má svůj počátek v městské části Hradce Králové Nový Hradec Králové na Svatováclavském náměstí na rozcestí se zeleně značenou trasou 4340 z Moravského Předměstí do Hoděšovic. Trasa vede jižním směrem ulicemi Partyzánská a Mužíkova k rybníku Biřička, po jehož hrázi vchází do lesního masívu. Jižně od rybníka trasa vstupuje do souběhu se žlutě značenou trasou 7280 z královéhradecké místní části Kluky do Hoděšovic. Obě trasy vedou po lesní cestě jižním směrem 0,5 km, poté souběh končí. Trasa 1859 pokračuje po lesních cestách a pěšinách dále jižním směrem, který se postupně mění na jihozápadní. U hájovny nad okrajem Vysoké nad Labem trasa končí na rozcestí s červeně značenou trasou 0420 vedoucí z centra Hradce Králové na Kolibu.

## Historie
Úplný závěr trasy nevedl dříve přímo k hájovně nad Vysokou nad Labem, ale o něco severněji po lesní pěšině pod odbočku na Milířský kopec.

## Turistické zajímavosti na trase
- Kostel svatého Antonína Poustevníka (Nový Hradec Králové) v Novém Hradci Králové
- Naučná Planetární stezka Hradec Králové
- Rybník Biřička
- Naučná Vodnická stezka
- Naučná stezka Koliba
- Rozhledna Milíř (nutno pokračovat 1 km po trase 0420)